# Last Time (Labrinth-Lied)
Last Time ist ein Lied des britischen R&B-Sängers Labrinth. Es wurde erstmals am 16. März 2012 als dritte Single aus Labrinths Album Electronic Earth auf iTunes veröffentlicht. Das Lied, das unter dem Label Syco Music veröffentlicht wurde, erreichte bisher in Irland, England und Schottland die Charts. Vom Lied gab es einige Remixe wie den Remix von Knife Party, der auch auf der Single enthalten ist. Auf YouTube bekam er mehrere Millionen Klicks.

## Hintergründe
Nach dem großen Erfolg seiner vorhergehenden Single Earthquake, mit der er bis auf Platz zwei der britischen Charts vorrücken konnte, waren die Erwartungen an Labrinth groß. Last Time wurde zuvor auch bei der BBC Radio 1Xtra Live-Tour von Labrinth gespielt, bevor der Song dann am 30. Januar 2012 auf dem Radiosender Greenwich Mean Time zum ersten Mal in voller Länge zu hören war. Als das Lied dann veröffentlicht wurde, wurde es schnell erfolgreich. Im Lied ging es Labrinth darum, eine andere Seite von sich zu zeigen. Er versuchte sein Lied in Richtung Dubstep zu bringen. „It's quite electronic, but when you really listen to the detail of the music, you can understand that it's really musical, and I think it shows another side.“ („Es ist elektronisch, aber wenn man genau hinhört, versteht man, wie melodisch es wirklich ist, und ich denke, dass es eine andere Seite zeigt.“)

## Musikvideo
Das von Colin Tilley gedrehte offizielle Musikvideo zum Lied wurde erstmals am 24. Februar 2012 veröffentlicht, nachdem am 30. Januar bereits ein Lyric-Video auf dem offiziellen Vevo-Kanal von Labrinth erschienen war. Im Video sieht man anfangs einen kleinen Jungen, der einen Globus dreht. Auf einmal steht in seinem Zimmer ein außerirdisches Wesen, das eine grüne Substanz auf den Boden schüttet. Es entsteht eine Art Warp, in welches das Alien und der kleine Junge nacheinander hineinspringen. Sie finden sich auf einer großen Wiese wieder, und der Außerirdische zeigt dem Jungen Gebäude wie den Eiffelturm. Sie kommen anschließend an einen Strand, wo ihnen zugewinkt wird. Sie kommen zu einem Hügel, an welchem einige blaue Aliens tanzen. Sie führen ihre Reise fort, an einigen Stellen ist Labrinth mit dabei. Labrinth singt im Video, während der Außerirdische und der Junge reisen, immer abwechselnd an verschiedenen Stellen der Welt und auf einem Stuhl sitzend. Am Ende des Videos sieht man den Jungen, wie er aus dem Warpfeld wieder in sein Zimmer kommt und seinen jetzt blau leuchtenden Globus anschaut.

## Kritiken
Die Single bekam bisher meist positive Kritik. Lewis Corner von Digital Spy meinte zum Lied:

“[…] Lab declares over an ear-snagging mix of rolling bass and a jubilant string section that hurtles towards the clouds. The final result is like British Airways' First Class service; immaculately produced, slickly executed and as fresh and fizzy as that complementary glass of champagne.”

und gab dem Song vier von fünf möglichen Sternen.

## Kommerzieller Erfolg

### Chartplatzierungen
Das Lied stieg direkt auf Platz vier der Official Chart Company ein. In den Charts konnte es daraufhin auch noch sieben weitere Woche verbleiben, bevor es aus den Top 100 fiel. In Schottland konnte es ebenfalls Platz vier der Charts erreichen. Hier fiel es nach fünf Wochen in den Charts aus den Top 40. In Irland konnte die Single bis auf Platz 14 der Charts vorrücken, Nach fünf Wochen musste Last Time allerdings auch schon wieder die Charts verlassen.
| ChartsChartplatzierungen     | Höchstplatzierung | Wochen |
| ---------------------------- | ----------------- | ------ |
| Vereinigtes Königreich (OCC) | 4 (8 Wo.)         | 8      |

### Auszeichnungen für Musikverkäufe
| Land/Region                  | Auszeichnungen für Musikverkäufe (Land/Region, Auszeichnung, Verkäufe) | Verkäufe |
| ---------------------------- | ---------------------------------------------------------------------- | -------- |
| Vereinigtes Königreich (BPI) | Silber                                                                 | 200.000  |
| Insgesamt                    | 1× Silber ·                                                            | 200.000  |